# Pamětní deska Konstantina Nikolajeviče Baťuškova
Pamětní deska Konstantina Nikolajeviče Baťuškova připomíná léčebný pobyt ruského raně romantického básníka, prozaika a překladatele v Karlových Varech.

## Konstantin Nikolajevič Baťuškov
Byl literátem pozdního klasicismu a preromantismu. V jeho dílech se objevuje romantická deziluze a tragické vidění světa. Původně psal madrigaly a literární satiry, později též elegie. Kromě básní psal i eseje a filosofická a literární pojednání. Též díla jiných překládal, především z jazyků italského a francouzského. Jazykem i stylem se stal předchůdcem Puškinovy básnické generace. Žil v letech 1787–1855.

## Umístění díla
Pamětní deska je umístěna u vchodu domu na adrese Tržiště 383/35. Připomíná, že se na tomto místě v roce 1821 spisovatel léčil.